# 12 Soldiers
12 Soldiers (12 Strong) è un film del 2018 diretto da Nicolai Fuglsig.
La pellicola è l'adattamento cinematografico del libro Horse Soldiers del giornalista Doug Stanton, basato sulla vita dell'agente CIA e militare delle forze speciali Mark Nutsch, spedito in Afghanistan dopo gli attentati dell'11 settembre 2001.

## Trama
L'11 settembre 2001 il capitano Mitch Nelson, appartenente al 5th Special Group delle Forze Speciali U.S. Army, si è appena trasferito con la famiglia, richiedendo un incarico amministrativo per non stare troppo lontano dalla moglie e dalla figlia. In seguito agli attentati dell'11 settembre il capitano insiste per riprendere il comando della sua squadra, l'ODA 595 (appena sciolta); vi sono però delle remore iniziali da parte dei superiori, dovute al fatto che il capitano è sì un bravo ufficiale rispettato dai commilitoni, ma non è mai stato in missione di combattimento. Nonostante questo l'ODA 595 è riattivato ed inviato in Uzbekistan.
La missione è delicata e vitale per l'esito della guerra. Nel nord dell'Afghanistan la principale milizia dell'Alleanza del Nord è guidata dal generale Abdul Rashid Dostum, ed è numerosa e combattiva, ma male equipaggiata. Il distaccamento di 12 soldati delle forze speciali deve armare la milizia, chiamare attacchi aerei sulle forze nemiche e guidare gli alleati nella liberazione della città di Mazar-i Sharif, che i talebani hanno occupato da tre anni e governano col pugno di ferro (la stessa famiglia di Dostum è stata massacrata per ordine del loro comandante regionale, il mullah Rezzan). Insomma dovranno affrontare un esercito più numeroso, formato da migliaia di combattenti tra talebani e terroristi di Al Quaeda della Brigata 055, e meglio armato (equipaggiato con carri armati, blindati ed artiglieria risalenti all'epoca sovietica) lottando al fianco di miliziani che combattono ancora come cavalieri.
Infiltratisi in Afghanistan tramite elicottero, i 12 soldati americani si devono fin dall'inizio confrontare con la grande diffidenza dei miliziani nei loro confronti; tuttavia anche gli americani tendono a diffidare dei loro alleati e del loro modo di condurre la guerra. Tra il capitano Nelson e il generale Dostum il rapporto sarà all'inizio molto critico, ma col passare dei giorni inizierà a crescere un forte e reciproco rispetto. Dopo aver ottenuto alcune vittorie, giunti nei pressi di Mazar, il capitano decide di dividere il distaccamento in due squadre, l'Alfa, che continuerà ad affiancare la milizia afgana, e Bravo, che compie una manovra aggirante ed ordina attacchi aerei per bloccare rifornimenti e rinforzi talebani. La situazione poi si complica quando un altro signore della guerra sostenuto dagli americani, il generale Atta, muove su Mazar. L'Alleanza del Nord rischia una pericolosa spaccatura, perché i due comandanti sono rivali e potrebbero dimenticare la lotta ai talebani per combattersi a vicenda. Nonostante tutto alla fine Dostum e l'ODA 595 affrontano la battaglia decisiva contro i nemici, riuscendo a sconfiggerli. Dostum riesce a raggiungere e giustiziare, con un colpo di pistola, Rezzan, poi sorprendentemente decide di mettere da parte la sua rivalità col generale Atta e di permettergli di entrare a Mazar per primo. Nessuno dei 12 soldati americani muore, anche se uno viene gravemente ferito da un kamikaze, ma i compagni riescono ad evacuarlo via elicottero in tempo. Dostum e Nelson si separano da amici e l'ODA 595 viene rimpatriato dopo 23 giorni di missione.
Alla fine si vede Dostum che nel 2014 diventa vice presidente dell'Afghanistan.

## Produzione
Inizialmente il titolo del film era Horse Soldiers.
Le riprese del film sono iniziate nel gennaio 2017 nel Nuovo Messico.

## Promozione
Il primo trailer del film viene diffuso il 19 ottobre 2017.

## Distribuzione
Il film è stato distribuito nelle sale cinematografiche statunitensi a partire dal 19 gennaio 2018, mentre in Italia dall'11 luglio 2018.

## Accoglienza

### Critica
Sull'aggregatore di recensioni Rotten Tomatoes riceve il 54% delle recensioni professionali positive con un voto medio di 5,6 su 10, basato su 142 critiche, mentre su Metacritic ottiene un punteggio di 54 su 100, basato sul parere di 43 critici.

## Riconoscimenti
- 2018 - People's Choice Awards[6]
  - Candidatura per il film drammatico preferito dal pubblico
  - Candidatura per la miglior star drammatica preferita dal pubblico a Chris Hemsworth

## Curiosità
- Nel 2014 Dostum diventa vice presidente dell'Afghanistan. Una statua con un soldato a cavallo viene costruita a New York per commemorare l'impresa, la prima risposta dell'America agli attacchi terroristici[7][8][9][10]. Una delle sconfitte più dure che Al Qaeda e i talebani abbiano mai riportato in tutta la guerra.